# Bonambufei
Bonambufei est l'un des villages de la commune d'Andek (arrondissement de Ngie), département de la Momo de la région du Nord-Ouest du Cameroun.

## Population
Au dernier recensement de 2005, le village comptait 608 habitants, dont 293 hommes et 315 femmes.